# Microsoft Paint
Pour les articles homonymes, voir paint.
 (octobre 2023).
 (août 2009).
Si vous disposez d'ouvrages ou d'articles de référence ou si vous connaissez des sites web de qualité traitant du thème abordé ici, merci de compléter l'article en donnant les références utiles à sa vérifiabilité et en les liant à la section « Notes et références ».
Microsoft Paint, communément appelé Paint (anciennement Paintbrush), est un logiciel de manipulation d'images matricielles livré avec toutes les versions de Windows. Il a été lancé pour la première fois en 1985.
Ce programme permet d'ouvrir et d'enregistrer les fichiers au format bitmap tels que BMP (24-bit, 256 couleurs, 16 couleurs, et monochrome, toutes avec une extension .bmp), JPEG, GIF (sans animation ni transparence), PNG (sans canal alpha), et TIFF.
Les versions les plus anciennes de Paint ne permettaient pas d'ouvrir les fichiers PNG, mais seulement les fichiers GIF, JPEG, et TIFF avec un filtre graphique spécifique pour chaque format. D'autre part, les nouvelles versions ne supportent plus le format PCX, ni d'autres formats anciens comme le RLE. Et les dernières versions ne supportent plus le format MSP, supporté par Paintbrush sous Windows 3.x et par les versions de Paint sous Windows 1 et 2.
Le programme dispose d'un mode couleur et d'un mode monochrome (ce qui signifie notamment qu'il ne dispose pas de mode niveaux de gris).
Le 24 juillet 2017, après 32 ans d'existence, Microsoft annonce que le logiciel ne sera plus mis à jour après Windows 10 et sera voué à disparaître, Microsoft ayant l'intention de le remplacer par Paint 3D avant de revenir sur cette décision à la suite des réactions des utilisateurs. Cependant, Microsoft a continué à maintenir et mettre à jour le programme. En 2023, la version de Paint a subi des modifications significatives, avec de nouvelles fonctionnalités telles que les fonds transparents (PNG) et les calques, en plus de l'intégration d'un générateur d'images utilisant l'Intelligence Artificielle DALL-E développé par OpenAI.
Fin 2023, Microsoft met à disposition une nouvelle version de Paint avec des modifications significatives. Aucune modification majeure n'avait été effectuée depuis des décennies. A présent, on y retrouve entre autres : les fonds transparents (png) et les calques. Microsoft Paint intègre désormais également un Créateur d'images utilisant l'Intelligence artificielle générative pour générer des images à partir de requêtes selon différents styles proposés (croquis à l'encre, aquarelle, animation, ...) que l'utilisateur peut ensuite modifier. Concrètement, Microsoft utilise le modèle DALL-E développé par OpenAI pour générer les images.

## Utilisations
Malgré sa simplicité, Paint est toujours largement utilisé spécialement pour l'oekaki et le pixel art, qui ne nécessitent que des fonctions de base et un minimum de ressources[Interprétation personnelle ?].